# Фуйуа, Юг де
Юг де Фуйуа (фр. Hugues de Foliet, также известный как Hugo, его имя также пишут как Folieto, Foglietto, Folietanus, La Feuille, Folieto, Fouilloy, Fouillone, Fouilloi, Fouilloné) — французский кардинал, католический церковный деятель XII века.

## Биография
Родился Юг де Фуйуа во Франции, дата рождения неизвестна. Сын сеньора де Фуйонэ. Его имя также указано как Гюго, а его фамилия как Фольето, как Фольетто, как Фолиетанус, как Ла Феёль, как Фуллуа, как Фуйон, как Фуйуа; и как Фуйонэ.
Образование получил в ордене Святого Бенедикта (бенедиктинцев) в Корби.
Где, когда и кем был рукоположён в священники информация была не найдена. Приор Сен-Лоран-о-Буа, в Амьене, 1152 год. Приорат принадлежал аббатству Корби.
Возведён в кардинала-дьякона на консистории от 1140 года, его титулярная диакония не известна. Кардинал-протодьякон с 1162 года. Он не фигурирует как участник ни одного из Конклавов, проводившихся во время его кардинальства, или в качестве подписчика любых папских булл, выпущенных в то же время.
Среди работ, приписываемых ему: De avibus, De Claustro animae (De duodecim abusionibus claustri во второй книге), De medicina animae, De nuptiis, De rota verae et falsae religionis и De pastoribus et ovibus.
Скончался кардинал Юг де Фуйуа около 1174 года, место смерти неизвестно, где похоронен неизвестно.